# Tirreno-Adriatico 2022
La Tirreno-Adriatico 2022, cinquantasettesima edizione della corsa, valida come quinta prova dell'UCI World Tour 2022 categoria 2.UWT, si svolse in sette tappe dal 7 al 13 marzo 2022 su un percorso di 1 133,9 km, con partenza da Lido di Camaiore, sede della cronometro individuale, e arrivo a San Benedetto del Tronto, in Italia.. La vittoria fu appannaggio dello sloveno Tadej Pogačar, il quale completò il percorso in 27h25'53", alla media di 41,336 km/h, precedendo il danese Jonas Vingegaard e lo spagnolo Mikel Landa.
Sul traguardo di San Benedetto del Tronto 143 ciclisti, su 167 partiti da Lido di Camaiore, portarono a termine la competizione.
La corsa ha toccato cinque regioni dell’Italia centrale: la Toscana, l’Umbria, il Lazio, l’Abruzzo e le Marche.

## Tappe
Di seguito una tabella riassumente il percorso:
| Tappa  | Data     | Percorso                                                | km      | Vincitore di tappa | Leader cl. generale |  |
| ------ | -------- | ------------------------------------------------------- | ------- | ------------------ | ------------------- |  |
| 1ª     | 7 marzo  | Lido di Camaiore > Lido di Camaiore (cron. individuale) | 13,9    | Filippo Ganna      | Filippo Ganna       |  |
| 2ª     | 8 marzo  | Camaiore > Sovicille                                    | 219     | Tim Merlier        | Filippo Ganna       |  |
| 3ª     | 9 marzo  | Murlo > Terni                                           | 170     | Caleb Ewan         | Filippo Ganna       |  |
| 4ª     | 10 marzo | Cascata delle Marmore > Bellante                        | 202     | Tadej Pogačar      | Tadej Pogačar       |  |
| 5ª     | 11 marzo | Sefro > Fermo                                           | 155     | Warren Barguil     | Tadej Pogačar       |  |
| 6ª     | 12 marzo | Apecchio > Carpegna                                     | 215     | Tadej Pogačar      | Tadej Pogačar       |  |
| 7ª     | 13 marzo | San Benedetto del Tronto > San Benedetto del Tronto     | 159     | Phil Bauhaus       | Tadej Pogačar       |  |
| Totale | Totale   | Totale                                                  | 1 133,9 |                    |                     |  |

## Squadre e corridori partecipanti
| N.      | Cod. | Squadra                         |
| ------- | ---- | ------------------------------- |
| 1-7     | UAD  | UAE Team Emirates               |
| 11-17   | ACT  | AG2R Citroën Team               |
| 21-27   | ALP  | Alpecin-Fenix                   |
| 31-37   | APT  | Astana Qazaqstan Team           |
| 41-47   | TBV  | Bahrain Victorious              |
| 51-57   | BCF  | Bardiani-CSF-Faizanè            |
| 61-67   | BOH  | Bora-Hansgrohe                  |
| 71-77   | COF  | Cofidis                         |
| 81-87   | DRA  | Drone Hopper-Androni Giocattoli |
| 91-97   | EFE  | EF Education-EasyPost           |
| 101-107 | EOK  | Eolo-Kometa Cycling Team        |
| 111-117 | GFC  | Groupama-FDJ                    |

| N.      | Cod. | Squadra                     |
| ------- | ---- | --------------------------- |
| 121-127 | IGD  | Ineos Grenadiers            |
| 131-137 | IWG  | Intermarché-Wanty-Gobert    |
| 141-147 | IPT  | Israel-Premier Tech         |
| 151-157 | TJV  | Jumbo-Visma                 |
| 161-167 | LTS  | Lotto Soudal                |
| 171-177 | MOV  | Movistar Team               |
| 181-187 | QST  | Quick-Step Alpha Vinyl Team |
| 191-197 | ARK  | Team Arkéa-Samsic           |
| 201-207 | BEX  | Team BikeExchange-Jayco     |
| 211-217 | DSM  | Team DSM                    |
| 221-227 | TEN  | TotalEnergies               |
| 231-237 | TFS  | Trek-Segafredo              |

## Dettagli delle tappe

### 1ª tappa
- 7 marzo: Lido di Camaiore > Lido di Camaiore  – Cronometro individuale – 13,9 km

Risultati
| Pos. | Corridore       | Squadra    | Tempo  |
| ---- | --------------- | ---------- | ------ |
| 1    | Filippo Ganna   | Ineos      | 15'17" |
| 2    | Remco Evenepoel | Quick-Step | a 11"  |
| 3    | Tadej Pogačar   | UAE        | a 18"  |

| Pos. | Corridore       | Squadra    | Tempo  |
| ---- | --------------- | ---------- | ------ |
| 1    | Filippo Ganna   | Ineos      | 15'17" |
| 2    | Remco Evenepoel | Quick-Step | a 11"  |
| 3    | Tadej Pogačar   | UAE        | a 18"  |

Descrizione e riassunto
Dopo 7 anni la prima tappa della Tirreno Adriatico torna ad essere una cronometro individuale. La lunghezza è di 13,9km, tutti sul lungomare, ad eccezione del giro di boa presso Forte dei Marmi. Il primo tempo degno di nota è quello di Alex Dowsett in 15'42". Dopo diversi minuti il britannico viene scavalcato per un solo secondo da Kasper Asgreen. Ma i veri favoriti di questa tappa, Filippo Ganna e Remco Evenepoel che sono tra gli ultimi a scendere in strada, rispettano ampiamente il pronostico piazzandosi rispettivamente primo e secondo (tempo migliore in 15'17" ad oltre 54 km/h di media), separati da 11" (all'intermedio il divario era di 2" a favore del cronoman italiano). Degna di nota è anche la prova del campione uscente Tadej Pogacar, che nonostante all'intermedio fosse quinto riesce a piazzarsi al terzo posto di tappa a 18" da Filippo Ganna, che è anche la prima maglia azzurra di leader della classifica generale.

### 2ª tappa
- 8 marzo: Camaiore > Sovicille – 219 km

Risultati
| Pos. | Corridore    | Squadra      | Tempo    |
| ---- | ------------ | ------------ | -------- |
| 1    | Tim Merlier  | Alpecin      | 5h25'23" |
| 2    | Olav Kooij   | Jumbo        | s.t.     |
| 3    | Kaden Groves | BikeExchange | s.t.     |

| Pos. | Corridore       | Squadra    | Tempo    |
| ---- | --------------- | ---------- | -------- |
| 1    | Filippo Ganna   | Ineos      | 5h40'40" |
| 2    | Remco Evenepoel | Quick-Step | a 11"    |
| 3    | Tadej Pogačar   | UAE        | a 17"    |

### 3ª tappa
- 9 marzo: Murlo > Terni – 170 km

Risultati
| Pos. | Corridore     | Squadra  | Tempo    |
| ---- | ------------- | -------- | -------- |
| 1    | Caleb Ewan    | Lotto    | 4h07'24" |
| 2    | Arnaud Démare | Groupama | s.t.     |
| 3    | Olav Kooij    | Jumbo    | s.t.     |

| Pos. | Corridore       | Squadra    | Tempo    |
| ---- | --------------- | ---------- | -------- |
| 1    | Filippo Ganna   | Ineos      | 9h48'04" |
| 2    | Remco Evenepoel | Quick-Step | a 11"    |
| 3    | Tadej Pogačar   | UAE        | a 14"    |

### 4ª tappa
- 10 marzo: Cascata delle Marmore > Bellante – 202 km

Risultati
| Pos. | Corridore        | Squadra | Tempo    |
| ---- | ---------------- | ------- | -------- |
| 1    | Tadej Pogačar    | UAE     | 4h48'39" |
| 2    | Jonas Vingegaard | Jumbo   | a 2"     |
| 3    | Victor Lafay     | Cofidis | s.t.     |

| Pos. | Corridore       | Squadra    | Tempo     |
| ---- | --------------- | ---------- | --------- |
| 1    | Tadej Pogačar   | UAE        | 14h36'47" |
| 2    | Remco Evenepoel | Quick-Step | a 9"      |
| 3    | Filippo Ganna   | Ineos      | a 21"     |

### 5ª tappa
- 11 marzo: Sefro > Fermo – 155 km

Risultati
| Pos. | Corridore       | Squadra | Tempo    |
| ---- | --------------- | ------- | -------- |
| 1    | Warren Barguil  | Arkéa   | 3h39'53" |
| 2    | Xandro Meurisse | Alpecin | a 10"    |
| 3    | Simone Velasco  | Astana  | a 14"    |

| Pos. | Corridore       | Squadra    | Tempo     |
| ---- | --------------- | ---------- | --------- |
| 1    | Tadej Pogačar   | UAE        | 18h17'08" |
| 2    | Remco Evenepoel | Quick-Step | a 9"      |
| 3    | Thymen Arensman | DSM        | a 43"     |

### 6ª tappa
- 12 marzo: Apecchio > Carpegna – 215 km

Risultati
| Pos. | Corridore        | Squadra | Tempo    |
| ---- | ---------------- | ------- | -------- |
| 1    | Tadej Pogačar    | UAE     | 5h28'57" |
| 2    | Jonas Vingegaard | Jumbo   | a 1'03"  |
| 3    | Mikel Landa      | Bahrain | s.t.     |

| Pos. | Corridore        | Squadra | Tempo     |
| ---- | ---------------- | ------- | --------- |
| 1    | Tadej Pogačar    | UAE     | 23h45'55" |
| 2    | Jonas Vingegaard | Jumbo   | a 1'52"   |
| 3    | Mikel Landa      | Bahrain | a 2'33    |

### 7ª tappa
- 13 marzo: San Benedetto del Tronto > San Benedetto del Tronto – 159 km

Risultati
| Pos. | Corridore       | Squadra      | Tempo    |
| ---- | --------------- | ------------ | -------- |
| 1    | Phil Bauhaus    | Bahrain      | 3h39'58" |
| 2    | Giacomo Nizzolo | Israel       | s.t.     |
| 3    | Kaden Groves    | BikeExchange | s.t.     |

| Pos. | Corridore        | Squadra | Tempo     |
| ---- | ---------------- | ------- | --------- |
| 1    | Tadej Pogačar    | UAE     | 27h25'53" |
| 2    | Jonas Vingegaard | Jumbo   | a 1'52"   |
| 3    | Mikel Landa      | Bahrain | a 2'33"   |

## Evoluzione delle classifiche
| Tappa              | Vincitore          | Classifica generale Maglia azzurra | Classifica a punti Maglia ciclamino | Classifica scalatori Maglia verde | Classifica giovani Maglia bianca | Classifica a squadre        |
| ------------------ | ------------------ | ---------------------------------- | ----------------------------------- | --------------------------------- | -------------------------------- | --------------------------- |
| 1ª                 | Filippo Ganna      | Filippo Ganna                      | Filippo Ganna                       | non assegnata                     | Remco Evenepoel                  | Quick-Step Alpha Vinyl Team |
| 2ª                 | Tim Merlier        | Filippo Ganna                      | Filippo Ganna                       | Davide Bais                       | Remco Evenepoel                  | Quick-Step Alpha Vinyl Team |
| 3ª                 | Caleb Ewan         | Filippo Ganna                      | Tim Merlier                         | Davide Bais                       | Remco Evenepoel                  | Quick-Step Alpha Vinyl Team |
| 4ª                 | Tadej Pogačar      | Tadej Pogačar                      | Tadej Pogačar                       | Quinn Simmons                     | Tadej Pogačar                    | Ineos Grenadiers            |
| 5ª                 | Warren Barguil     | Tadej Pogačar                      | Tadej Pogačar                       | Quinn Simmons                     | Tadej Pogačar                    | Bahrain Victorious          |
| 6ª                 | Tadej Pogačar      | Tadej Pogačar                      | Tadej Pogačar                       | Quinn Simmons                     | Tadej Pogačar                    | Bahrain Victorious          |
| 7ª                 | Phil Bauhaus       | Tadej Pogačar                      | Tadej Pogačar                       | Quinn Simmons                     | Tadej Pogačar                    | Bahrain Victorious          |
| Classifiche finali | Classifiche finali | Tadej Pogačar                      | Tadej Pogačar                       | Quinn Simmons                     | Tadej Pogačar                    | Bahrain Victorious          |

Maglie indossate da altri ciclisti in caso di due o più maglie vinte
- Nella 2ª tappa Tadej Pogačar ha indossato la maglia ciclamino al posto di Filippo Ganna.
- Nella 3ª tappa Tim Merlier ha indossato la maglia ciclamino al posto di Filippo Ganna.
- Nella 5ª tappa Tim Merlier ha indossato la maglia ciclamino al posto di Tadej Pogačar e Remco Evenepoel ha indossato quella bianca al posto di Tadej Pogačar.
- Nella 6ª tappa Remco Evenepoel ha indossato la maglia ciclamino al posto di Tadej Pogačar.
- Nella 6ª e 7ª tappa Thymen Arensman ha indossato la maglia bianca al posto di Tadej Pogačar.
- Nella 7ª tappa Jonas Vingegaard ha indossato la maglia ciclamino al posto di Tadej Pogačar.

## Classifiche finali

### Classifica generale - Maglia azzurra
| Pos. | Corridore        | Squadra  | Tempo     |
| ---- | ---------------- | -------- | --------- |
| 1    | Tadej Pogačar    | UAE      | 27h25'53" |
| 2    | Jonas Vingegaard | Jumbo    | a 1'52"   |
| 3    | Mikel Landa      | Bahrain  | a 2'33"   |
| 4    | Richie Porte     | Ineos    | a 2'44"   |
| 5    | Jai Hindley      | Bora     | a 3'05"   |
| 6    | Thymen Arensman  | DSM      | a 3'16"   |
| 7    | Damiano Caruso   | Bahrain  | a 3'20"   |
| 8    | Thibaut Pinot    | Groupama | a 3'37"   |
| 9    | Pello Bilbao     | Bahrain  | a 3'51"   |
| 10   | Giulio Ciccone   | Trek     | a 4'03"   |

### Classifica a punti - Maglia ciclamino
| Pos. | Corridore        | Squadra    | Punti |
| ---- | ---------------- | ---------- | ----- |
| 1    | Tadej Pogačar    | UAE        | 44    |
| 2    | Jonas Vingegaard | Jumbo      | 24    |
| 3    | Phil Bauhaus     | Bahrain    | 21    |
| 4    | Olav Kooij       | Jumbo      | 21    |
| 5    | Remco Evenepoel  | Quick-Step | 19    |

### Classifica scalatori - Maglia verde
| Pos. | Corridore        | Squadra | Punti |
| ---- | ---------------- | ------- | ----- |
| 1    | Quinn Simmons    | Trek    | 35    |
| 2    | Tadej Pogačar    | UAE     | 25    |
| 3    | Jonas Vingegaard | Jumbo   | 15    |
| 4    | Davide Bais      | Eolo    | 13    |
| 5    | Damiano Caruso   | Bahrain | 11    |

### Classifica giovani - Maglia bianca
| Pos. | Corridore          | Squadra    | Tempo     |
| ---- | ------------------ | ---------- | --------- |
| 1    | Tadej Pogačar      | UAE        | 27h25'53" |
| 2    | Thymen Arensman    | DSM        | a 3'16"   |
| 3    | Remco Evenepoel    | Quick-Step | a 4'20"   |
| 4    | Jefferson Cepeda   | Drone      | a 19'56"  |
| 5    | Natnael Tesfatsion | Drone      | a 25'03"  |

### Classifica a squadre
| Pos. | Squadra            | Tempo     |
| ---- | ------------------ | --------- |
| 1    | Bahrain Victorious | 82h26'46" |
| 2    | UAE Team Emirates  | a 8'11"   |
| 3    | Bora-Hansgrohe     | a 19'04"  |
| 4    | Ineos Grenadiers   | a 27'06"  |
| 5    | Cofidis            | a 29'06"  |